# 10-я Варненская повстанческая оперативная зона
10-я Варненская повстанческая оперативная зона (болг. Десета Варненска въстаническа оперативна зона) — территориальная и организационная единица в составе Народно-освободительной повстанческой армии Болгарии во время Второй мировой войны.

## История
10-я Варненская повстанческая оперативная зона в составе Народно-освободительной повстанческой армии Болгарии была образована 24 августа 1943 года во время тайной расширенной встречи Варненским окружным руководством БРП (к). Зона была разделена на три военно-оперативных района: Варненский, Добруджанский и Камчийский. По указанию ЦК БРП (к) и Главного штаба НОВА был сформирован штаб в следующем составе:
- Командир повстанческой зоны: Ламбо Теолов[болг.]
- Заместитель командира: Иван Добрев
- Политический комиссар: Демир Борачев[болг.]

## Структура
В состав 10-й Варненской повстанческой оперативной зоны входили Приморский партизанский отряд имени Васила Левского, три роты и разные боевые группы БКП. К ротам (четам) относились:
- Партизанский отряд имени Августа Попова[болг.]
- Добруджанская рота имени Велико Маринова[болг.]
- Добруджанская рота имени Дочо Михайлова[болг.]
- Добруджанская рота имени Димитра Дончева (болг. Добруджанска чета „Димитър Дончев“)[4]